# Ghella
Ghella è un’azienda italiana e multinazionale specializzata nella costruzione di grandi opere infrastrutturali pubbliche e scavi in sotterraneo quali metropolitane, ferrovie, autostrade e opere idrauliche, attraverso l’utilizzo delle Tunnel Boring Machines (TBM).

## Storia
L'azienda è stata fondata nel 1894 da Domenico Ghella. A 13 anni inizia a lavorare come minatore a Marsiglia, poi in Egitto nel cantiere del Canale di Suez e infine a Istanbul per costruire il Tünel di Galata. In seguito, il figlio Adolfo proseguirà l'attività lavorando ad Hong Kong per realizzare il tunnel di Beacon Hill e poi in Italia, partecipando agli scavi per la metropolitana di Roma al Colosseo. Successivamente l'azienda viene portata avanti da Domenico e Giovanni Ghella, quest'ultimo padre della quarta generazione con Giandomenico ed Enrico Ghella. Oggi Enrico Ghella è Presidente e Amministratore Delegato, mentre i nipoti Federico e Lorenzo sono Vicepresidenti.

## Attività
L’impresa, tra le prime dieci aziende italiane del settore costruzioni e infrastrutture, è attiva anche nel settore delle energie rinnovabili, con impianti di produzione di energia fotovoltaica ed energia idroelettrica in Italia, America Centrale e Medio Oriente.
Ghella ha realizzato infrastrutture storiche come le gallerie della Transiberiana, la ferrovia di Hong Kong, la diga a Canton sul West River, le metropolitane di Caracas e Valencia. Inoltre ha partecipato alla realizzazione di alcune tratte della linea metropolitana di Roma, alla costruzione della linea dell'Alta Velocità Milano-Napoli e del tunnel idraulico del Maldonado a Buenos Aires in Argentina.
L'azienda ha lavorato ed è attiva in 4 continenti: Europa, Estremo Oriente, nelle Americhe e in Oceania. Tra i progetti: tunnel a Brisbane - Legacy Way, Australia (2011-2015), il Tunnel del Brennero, lotto Mules 2-3, Italia (2016, in corso), L'Autostrada A14, Italia (2012-2017), la Linea 5 - Eglinton a Toronto, Ontario, Canada (2021, in corso).

## Altre attività
Ghella nel 2021 ha realizzato, in partnership con MAXXI - Museo Nazionale delle Arti del XXI Secolo, Roma una mostra fotografica denominata Di roccia, fuochi e avventure sotterranee, tratta dall’omonimo catalogo a cura di Alessandro Dandini de Sylva, poi replicata al MAXXI L’Aquila che raccoglie l’opera di cinque autori incaricati di raccontare la nascita di altrettante grandi opere infrastrutturali in cinque cantieri e tre continenti. Nel 2024, ha inaugurato una seconda mostra fotografica al MAXXI – Museo Nazionale delle Arti del XXI Secolo, Roma, sempre a cura di Alessandro Dandini de Sylva, intitolata Nuove avventure sotterranee  che documenta la realizzazione di nuove opere infrastrutturali di Ghella nei 4 Continenti. .  
Sempre nel 2024, Ghella ha donato il restauro della Loggia dei Vini a Villa Borghese, Roma con la cura scientifica della Sovrintendenza Capitolina ai Beni Culturali, sostenendo la conservazione architettonica e artistica e ha realizzato LAVINIA, un programma di arte a cura di Salvatore Lacagnina, ideato per valorizzare lo spazio e coinvolgere il pubblico tramite installazioni di artisti noti.